# Handebol nos Jogos Olímpicos de Verão de 2024 - Masculino
O torneio masculino de handebol nos Jogos Olímpicos de Verão de 2024 foi realizado entre 27 de julho e 11 de agosto, com as partidas da fase preliminar acontecendo na Arena 6 Paris Sul, em Paris, e a fase final no Stade Pierre-Mauroy, em Lille.
A Dinamarca conquistou seu segundo título com uma vitória sobre a Alemanha na final. A Espanha conquistou a medalha de bronze após uma vitória sobre a Eslovênia.

## Medalhistas
|  | DEN Dinamarca |  | GER Alemanha |  | ESP Espanha |
|  | Niklas Landin Jacobsen Niclas Kirkeløkke Magnus Landin Jacobsen Emil Jakobsen Rasmus Lauge Emil Nielsen Magnus Saugstrup Hans Lindberg Mathias Gidsel Henrik Møllgaard Mikkel Hansen Lukas Jørgensen Lasse Andersson Simon Hald Thomas Sommer Arnoldsen Simon Pytlick |  | David Späth Johannes Golla Luca Witzke Sebastian Heymann Justus Fischer Juri Knorr Julian Köster Renārs Uščins Kai Häfner Tim Hornke Andreas Wolff Rune Dahmke Lukas Mertens Christoph Steinert Marko Grgić Jannik Kohlbacher |  | Gonzalo Pérez de Vargas Jorge Maqueda Alex Dujshebaev Rodrigo Corrales Adrià Figueras Imanol Garciandia Abel Serdio Agustín Casado Aleix Gómez Ian Tarrafeta Miguel Sánchez-Migallón Daniel Dujshebaev Kauldi Odriozola Daniel Fernández Javier Rodríguez |

## Calendário
| G | Fase de grupos | QF | Quartas de final | SF | Semifinais | B | Disputa pelo bronze | F | Final |

| DataEvento | Qui 25 jul | Sex 26 jul | Sáb 27 jul | Dom 28 jul | Seg 29 jul | Ter 30 jul | Qua 31 jul | Qui 1 ago | Sex 2 ago | Sáb 3 ago | Dom 4 ago | Seg 5 ago | Ter 6 ago | Qua 7 ago | Qui 8 ago | Sex 9 ago | Sáb 10 ago | Sáb 10 ago | Dom 11 ago | Dom 11 ago |
| ---------- | ---------- | ---------- | ---------- | ---------- | ---------- | ---------- | ---------- | --------- | --------- | --------- | --------- | --------- | --------- | --------- | --------- | --------- | ---------- | ---------- | ---------- | ---------- |
| Masculino  |            |            | G          |            | G          |            | G          |           | G         |           | G         |           |           | QF        |           | SF        |            |            | B          | F          |

## Qualificação
Doze equipes se classificaram para o torneio masculino de handebol:
| Método                                  | Data                                  | Local            | Vagas | Classificados       |
| --------------------------------------- | ------------------------------------- | ---------------- | ----- | ------------------- |
| País-sede                               | —                                     | —                | 1     | França              |
| Campeonato Mundial Masculino de 2023    | 11–29 de janeiro de 2023              | Polónia · Suécia | 1     | Dinamarca           |
| Torneio Pré-Olímpico Asiático de 2023   | 18–28 de outubro de 2023              | Doha             | 1     | Japão               |
| Jogos Pan-Americanos de 2023            | 30 de outubro – 4 de novembro de 2023 | Santiago         | 1     | Argentina           |
| Campeonato Europeu de 2024              | 12–28 de janeiro de 2024              | Colônia          | 1     | Suécia              |
| Copa das Nações Africanas de 2024       | 17–27 de janeiro de 2024              | Cairo            | 1     | Egito               |
| Torneios Pré-Olímpicos Mundiais de 2024 | 11–17 de março de 2024                | Granollers       | 2     | Espanha · Eslovênia |
| Torneios Pré-Olímpicos Mundiais de 2024 | 11–17 de março de 2024                | Hanôver          | 2     | Alemanha · Croácia  |
| Torneios Pré-Olímpicos Mundiais de 2024 | 11–17 de março de 2024                | Tatabánya        | 2     | Hungria · Noruega   |
| Total                                   |                                       |                  | 12    |                     |

## Formato
A competição se inicia com uma fase preliminar dividida dois grupos de seis equipes, em que todos do grupo se enfrentam. As quatro melhores equipes em cada grupo seguem para as quartas de final. A partir das quartas de final a competição passa para o sistema eliminatório direto, com uma única partida, em que o vencedor segue para a fase seguinte. Os vencedores das semifinais disputam a medalha de ouro e os perdedores a medalha de bronze.

## Sorteio
Os potes e o formato do sorteio foram anunciados em 17 de março, com o sorteio propriamente dito sendo realizado em 16 de abril de 2024.
Potes
| Pote 1              | Pote 2            | Pote 3             | Pote 4             | Pote 5         | Pote 6            |
| ------------------- | ----------------- | ------------------ | ------------------ | -------------- | ----------------- |
| Dinamarca · Espanha | Croácia · Noruega | Hungria · Alemanha | Eslovênia · França | Suécia · Egito | Argentina · Japão |

## Árbitros
Os pares de árbitros foram selecionados em 26 de abril de 2024.
| Árbitros  | Árbitros                                |
| --------- | --------------------------------------- |
| Alemanha  | Robert Schulze Tobias Tönnies           |
| Alemanha  | Tanja Kuttler Maike Merz                |
| Argélia   | Youcef Belkhiri Sid Ali Hamidi          |
| Argentina | María Paolantoni Mariana García         |
| Chéquia   | Václav Horáček Jiří Novotný             |
| Dinamarca | Mads Hansen Jesper Madsen               |
| Eslovênia | Bojan Lah David Sok                     |
| França    | Charlotte Bonaventura Julie Bonaventura |

| Árbitros           | Árbitros                         |
| ------------------ | -------------------------------- |
| Espanha            | Ignacio García Andreu Marín      |
| Hungria            | Ádám Bíró Olivér Kiss            |
| Macedônia do Norte | Gjorgji Nachevski Slave Nikolov  |
| Montenegro         | Ivan Pavićević Miloš Ražnatović  |
| Noruega            | Håvard Kleven Lars Jørum         |
| Suécia             | Mirza Kurtagic Mattias Wetterwik |
| Suíça              | Arthur Brunner Morad Salah       |

## Fase de grupos
Todas as partidas seguem o fuso horário local (UTC+2).

### Grupo A
| Pos | Equipe    | Pts | J | V | E | D | GP  | GC  | SG  | Classificado     |
| --- | --------- | --- | - | - | - | - | --- | --- | --- | ---------------- |
| 1   | Alemanha  | 8   | 5 | 4 | 0 | 1 | 162 | 144 | +18 | Quartas de final |
| 2   | Eslovênia | 6   | 5 | 3 | 0 | 2 | 140 | 142 | −2  | Quartas de final |
| 3   | Espanha   | 6   | 5 | 3 | 0 | 2 | 151 | 148 | +3  | Quartas de final |
| 4   | Suécia    | 6   | 5 | 3 | 0 | 2 | 158 | 139 | +19 | Quartas de final |
| 5   | Croácia   | 4   | 5 | 2 | 0 | 3 | 148 | 156 | −8  |                  |
| 6   | Japão     | 0   | 5 | 0 | 0 | 5 | 143 | 173 | −30 |                  |

1. 1 2 3  Eslovênia 2 Pts, +2 SG; Espanha 2 Pts, 0 SG; Suécia 2 Pts, −2 SG.

| 27 de julho de 2024 09:00 | Espanha | 25–22     | Eslovênia | Arena 6 Paris Sul, Paris Público: 5 776 Árbitros: C. Bonaventura, J. Bonaventura |
| 27 de julho de 2024 09:00 | Gómez 7 | (8–11)    | Bombač 5  | Arena 6 Paris Sul, Paris Público: 5 776 Árbitros: C. Bonaventura, J. Bonaventura |
| 27 de julho de 2024 09:00 | 3×      | Relatório | 5×        | Arena 6 Paris Sul, Paris Público: 5 776 Árbitros: C. Bonaventura, J. Bonaventura |

| 27 de julho de 2024 14:00 | Croácia    | 30–29     | Japão       | Arena 6 Paris Sul, Paris Público: 5 749 Árbitros: Kleven, Jørum |
| 27 de julho de 2024 14:00 | Šoštarić 6 | (13–18)   | Yasuhura 10 | Arena 6 Paris Sul, Paris Público: 5 749 Árbitros: Kleven, Jørum |
| 27 de julho de 2024 14:00 | 3×         | Relatório | 4×          | Arena 6 Paris Sul, Paris Público: 5 749 Árbitros: Kleven, Jørum |

| 27 de julho de 2024 19:00 | Alemanha | 30–27     | Suécia  | Arena 6 Paris Sul, Paris Público: 5 739 Árbitros: Hansen, Madsen |
| 27 de julho de 2024 19:00 | Uščins 8 | (12–11)   | Wanne 8 | Arena 6 Paris Sul, Paris Público: 5 739 Árbitros: Hansen, Madsen |
| 27 de julho de 2024 19:00 | 1×       | Relatório | 2×      | Arena 6 Paris Sul, Paris Público: 5 739 Árbitros: Hansen, Madsen |

| 29 de julho de 2024 09:00 | Japão      | 26–37     | Alemanha | Arena 6 Paris Sul, Paris Árbitros: Bíró, Kiss |
| 29 de julho de 2024 09:00 | Fujisaka 6 | (10–21)   | Uščins 7 | Arena 6 Paris Sul, Paris Árbitros: Bíró, Kiss |
| 29 de julho de 2024 09:00 | 3×         | Relatório | 1×       | Arena 6 Paris Sul, Paris Árbitros: Bíró, Kiss |

| 29 de julho de 2024 11:00 | Eslovênia    | 31–29     | Croácia                      | Arena 6 Paris Sul, Paris Público: 5 767 Árbitros: Nachevski, Nikolov |
| 29 de julho de 2024 11:00 | Janc, Vlah 8 | (13–13)   | Martinović, Šoštarić, Srna 5 | Arena 6 Paris Sul, Paris Público: 5 767 Árbitros: Nachevski, Nikolov |
| 29 de julho de 2024 11:00 | 5× 1×        | Relatório | 8× 1×                        | Arena 6 Paris Sul, Paris Público: 5 767 Árbitros: Nachevski, Nikolov |

| 29 de julho de 2024 16:00 | Suécia                         | 29–26     | Espanha     | Arena 6 Paris Sul, Paris Público: 5 764 Árbitros: Horáček, Novotný |
| 29 de julho de 2024 16:00 | Bergendahl, Karlsson, Pellas 5 | (11–11)   | Fernández 7 | Arena 6 Paris Sul, Paris Público: 5 764 Árbitros: Horáček, Novotný |
| 29 de julho de 2024 16:00 | 4× 1×                          | Relatório | 5× 1×       | Arena 6 Paris Sul, Paris Público: 5 764 Árbitros: Horáček, Novotný |

| 31 de julho de 2024 11:00 | Croácia      | 31–26     | Alemanha | Arena 6 Paris Sul, Paris Público: 5 774 Árbitros: Horáček, Novotný |
| 31 de julho de 2024 11:00 | Martinović 9 | (15–13)   | Golla 8  | Arena 6 Paris Sul, Paris Público: 5 774 Árbitros: Horáček, Novotný |
| 31 de julho de 2024 11:00 | 5× 1×        | Relatório |          | Arena 6 Paris Sul, Paris Público: 5 774 Árbitros: Horáček, Novotný |

| 31 de julho de 2024 14:00 | Espanha     | 37–33     | Japão                | Arena 6 Paris Sul, Paris Público: 5 813 Árbitros: Pavićević, Ražnatović |
| 31 de julho de 2024 14:00 | Odriozola 6 | (20–18)   | Fujisaka, Yasuhira 7 | Arena 6 Paris Sul, Paris Público: 5 813 Árbitros: Pavićević, Ražnatović |
| 31 de julho de 2024 14:00 | 1×          | Relatório | 1×                   | Arena 6 Paris Sul, Paris Público: 5 813 Árbitros: Pavićević, Ražnatović |

| 31 de julho de 2024 16:00 | Eslovênia | 29–24     | Suécia  | Arena 6 Paris Sul, Paris Público: 5 813 Árbitros: Brunner, Salah |
| 31 de julho de 2024 16:00 | Janc 10   | (15–14)   | Wanne 6 | Arena 6 Paris Sul, Paris Público: 5 813 Árbitros: Brunner, Salah |
| 31 de julho de 2024 16:00 | 4× 1×     | Relatório | 3× 1×   | Arena 6 Paris Sul, Paris Público: 5 813 Árbitros: Brunner, Salah |

| 2 de agosto de 2024 14:00 | Croácia      | 27–38     | Suécia   | Arena 6 Paris Sul, Paris Público: 5 774 Árbitros: C. Bonaventura, J. Bonaventura |
| 2 de agosto de 2024 14:00 | Martinović 8 | (15–18)   | Pellas 9 | Arena 6 Paris Sul, Paris Público: 5 774 Árbitros: C. Bonaventura, J. Bonaventura |
| 2 de agosto de 2024 14:00 | 4× 1×        | Relatório | 3×       | Arena 6 Paris Sul, Paris Público: 5 774 Árbitros: C. Bonaventura, J. Bonaventura |

| 2 de agosto de 2024 16:00 | Alemanha | 33–31     | Espanha  | Arena 6 Paris Sul, Paris Público: 5 774 Árbitros: Nachevski, Nikolov |
| 2 de agosto de 2024 16:00 | Uščins 8 | (20–18)   | Gómez 10 | Arena 6 Paris Sul, Paris Público: 5 774 Árbitros: Nachevski, Nikolov |
| 2 de agosto de 2024 16:00 | 5×       | Relatório | 3×       | Arena 6 Paris Sul, Paris Público: 5 774 Árbitros: Nachevski, Nikolov |

| 2 de agosto de 2024 19:00 | Japão      | 28–29     | Eslovênia | Arena 6 Paris Sul, Paris Público: 5 652 Árbitros: Hansen, Madsen |
| 2 de agosto de 2024 19:00 | Yasuhara 8 | (15–15)   | Vlah 14   | Arena 6 Paris Sul, Paris Público: 5 652 Árbitros: Hansen, Madsen |
| 2 de agosto de 2024 19:00 | 7×         | Relatório | 6× 1×     | Arena 6 Paris Sul, Paris Público: 5 652 Árbitros: Hansen, Madsen |

| 4 de agosto de 2024 09:00 | Suécia     | 40–27     | Japão     | Arena 6 Paris Sul, Paris Público: 5 808 Árbitros: Schulze, Tönnies |
| 4 de agosto de 2024 09:00 | Karlsson 6 | (16–9)    | Sugioka 9 | Arena 6 Paris Sul, Paris Público: 5 808 Árbitros: Schulze, Tönnies |
| 4 de agosto de 2024 09:00 | 2×         | Relatório | 2×        | Arena 6 Paris Sul, Paris Público: 5 808 Árbitros: Schulze, Tönnies |

| 4 de agosto de 2024 14:00 | Alemanha | 36–29     | Eslovênia | Arena 6 Paris Sul, Paris Público: 5 685 Árbitros: Jørum, Kleven |
| 4 de agosto de 2024 14:00 | Häfner 7 | (23–14)   | Horžen 7  | Arena 6 Paris Sul, Paris Público: 5 685 Árbitros: Jørum, Kleven |
| 4 de agosto de 2024 14:00 | 1×       | Relatório | 1×        | Arena 6 Paris Sul, Paris Público: 5 685 Árbitros: Jørum, Kleven |

| 4 de agosto de 2024 21:00 | Espanha     | 32–31     | Croácia   | Arena 6 Paris Sul, Paris Público: 723 Árbitros: Horáček, Novotný |
| 4 de agosto de 2024 21:00 | Rodríguez 6 | (20–15)   | Klarica 7 | Arena 6 Paris Sul, Paris Público: 723 Árbitros: Horáček, Novotný |
| 4 de agosto de 2024 21:00 | 2×          | Relatório | 6× 1×     | Arena 6 Paris Sul, Paris Público: 723 Árbitros: Horáček, Novotný |

### Grupo B
| Pos | Equipe    | Pts | J | V | E | D | GP  | GC  | SG  | Classificado     |
| --- | --------- | --- | - | - | - | - | --- | --- | --- | ---------------- |
| 1   | Dinamarca | 10  | 5 | 5 | 0 | 0 | 165 | 133 | +32 | Quartas de final |
| 2   | Egito     | 7   | 5 | 3 | 1 | 1 | 148 | 140 | +8  | Quartas de final |
| 3   | Noruega   | 6   | 5 | 3 | 0 | 2 | 139 | 136 | +3  | Quartas de final |
| 4   | França    | 5   | 5 | 2 | 1 | 2 | 129 | 131 | −2  | Quartas de final |
| 5   | Hungria   | 2   | 5 | 1 | 0 | 4 | 137 | 138 | −1  |                  |
| 6   | Argentina | 0   | 5 | 0 | 0 | 5 | 131 | 171 | −40 |                  |

| 27 de julho de 2024 11:00 | Hungria | 32–35     | Egito        | Arena 6 Paris Sul, Paris Público: 5 776 Árbitros: Nachevski, Nikolov |
| 27 de julho de 2024 11:00 | Imre 7  | (15–19)   | Omar, Adel 9 | Arena 6 Paris Sul, Paris Público: 5 776 Árbitros: Nachevski, Nikolov |
| 27 de julho de 2024 11:00 | 4×      | Relatório | 2× 1×        | Arena 6 Paris Sul, Paris Público: 5 776 Árbitros: Nachevski, Nikolov |

| 27 de julho de 2024 16:00 | Noruega    | 36–31     | Argentina    | Arena 6 Paris Sul, Paris Público: 5 749 Árbitros: Horáček, Novotný |
| 27 de julho de 2024 16:00 | Grøndahl 8 | (22–15)   | D. Simonet 5 | Arena 6 Paris Sul, Paris Público: 5 749 Árbitros: Horáček, Novotný |
| 27 de julho de 2024 16:00 | 1×         | Relatório | 3×           | Arena 6 Paris Sul, Paris Público: 5 749 Árbitros: Horáček, Novotný |

| 27 de julho de 2024 21:00 | Dinamarca          | 37–29     | França   | Arena 6 Paris Sul, Paris Público: 5 739 Árbitros: Schulze, Tönnies |
| 27 de julho de 2024 21:00 | Gidsel, Pytlick 11 | (18–17)   | Descat 7 | Arena 6 Paris Sul, Paris Público: 5 739 Árbitros: Schulze, Tönnies |
| 27 de julho de 2024 21:00 | 1×                 | Relatório | 4× 1×    | Arena 6 Paris Sul, Paris Público: 5 739 Árbitros: Schulze, Tönnies |

| 29 de julho de 2024 14:00 | Egito                    | 27–30     | Dinamarca           | Arena 6 Paris Sul, Paris Público: 5 764 Árbitros: Lah, Sok |
| 29 de julho de 2024 14:00 | Adel, S. Elderaa, Omar 5 | (9–19)    | Arnoldsen, Gidsel 8 | Arena 6 Paris Sul, Paris Público: 5 764 Árbitros: Lah, Sok |
| 29 de julho de 2024 14:00 | 3× 1×                    | Relatório | 3× 1×               | Arena 6 Paris Sul, Paris Público: 5 764 Árbitros: Lah, Sok |

| 29 de julho de 2024 19:00 | França | 22–27     | Noruega | Arena 6 Paris Sul, Paris Público: 5 602 Árbitros: García, Marín |
| 29 de julho de 2024 19:00 | Mem 10 | (11–16)   | Blonz 7 | Arena 6 Paris Sul, Paris Público: 5 602 Árbitros: García, Marín |
| 29 de julho de 2024 19:00 | 1×     | Relatório | 2×      | Arena 6 Paris Sul, Paris Público: 5 602 Árbitros: García, Marín |

| 29 de julho de 2024 21:00 | Argentina    | 25–35     | Hungria | Arena 6 Paris Sul, Paris Público: 5 602 Árbitros: Schulze, Tönnies |
| 29 de julho de 2024 21:00 | P. Simonet 5 | (12–17)   | Imre 7  | Arena 6 Paris Sul, Paris Público: 5 602 Árbitros: Schulze, Tönnies |
| 29 de julho de 2024 21:00 | 4× 2×        | Relatório | 3×      | Arena 6 Paris Sul, Paris Público: 5 602 Árbitros: Schulze, Tönnies |

| 31 de julho de 2024 09:00 | Noruega | 26–25     | Hungria               | Arena 6 Paris Sul, Paris Público: 5 772 Árbitros: Lah, Sok |
| 31 de julho de 2024 09:00 | Blonz 9 | (11–13)   | Bánhidi, Bodó, Imre 6 | Arena 6 Paris Sul, Paris Público: 5 772 Árbitros: Lah, Sok |
| 31 de julho de 2024 09:00 | 4×      | Relatório | 3×                    | Arena 6 Paris Sul, Paris Público: 5 772 Árbitros: Lah, Sok |

| 31 de julho de 2024 19:00 | França     | 26–26     | Egito  | Arena 6 Paris Sul, Paris Público: 5 780 Árbitros: Kurtagic, Wetterwik |
| 31 de julho de 2024 19:00 | Fabregas 5 | (11–15)   | Omar 8 | Arena 6 Paris Sul, Paris Público: 5 780 Árbitros: Kurtagic, Wetterwik |
| 31 de julho de 2024 19:00 | 3×         | Relatório | 2×     | Arena 6 Paris Sul, Paris Público: 5 780 Árbitros: Kurtagic, Wetterwik |

| 31 de julho de 2024 21:00 | Dinamarca | 38–27     | Argentina | Arena 6 Paris Sul, Paris Público: 5 780 Árbitros: Belkhiri, Hamidi |
| 31 de julho de 2024 21:00 | Gidsel 13 | (19–14)   | Parker 6  | Arena 6 Paris Sul, Paris Público: 5 780 Árbitros: Belkhiri, Hamidi |
| 31 de julho de 2024 21:00 | 5×        | Relatório | 4× 2× 1×  | Arena 6 Paris Sul, Paris Público: 5 780 Árbitros: Belkhiri, Hamidi |

| 2 de agosto de 2024 09:00 | Hungria | 25–28     | Dinamarca | Arena 6 Paris Sul, Paris Público: 5 764 Árbitros: García, Marín |
| 2 de agosto de 2024 09:00 | Ilić 5  | (14–16)   | Gidsel 8  | Arena 6 Paris Sul, Paris Público: 5 764 Árbitros: García, Marín |
| 2 de agosto de 2024 09:00 | 6×      | Relatório | 1×        | Arena 6 Paris Sul, Paris Público: 5 764 Árbitros: García, Marín |

| 2 de agosto de 2024 11:00 | Argentina | 21–28     | França   | Arena 6 Paris Sul, Paris Público: 5 764 Árbitros: Pavićević, Ražnatović |
| 2 de agosto de 2024 11:00 | Parker 7  | (8–15)    | Descat 8 | Arena 6 Paris Sul, Paris Público: 5 764 Árbitros: Pavićević, Ražnatović |
| 2 de agosto de 2024 11:00 | 4×        | Relatório | 1×       | Arena 6 Paris Sul, Paris Público: 5 764 Árbitros: Pavićević, Ražnatović |

| 2 de agosto de 2024 21:00 | Noruega    | 25–26     | Egito  | Arena 6 Paris Sul, Paris Público: 5 652 Árbitros: Schulze, Tönnies |
| 2 de agosto de 2024 21:00 | Reinkind 7 | (13–14)   | Omar 7 | Arena 6 Paris Sul, Paris Público: 5 652 Árbitros: Schulze, Tönnies |
| 2 de agosto de 2024 21:00 | 2× 1×      | Relatório | 2×     | Arena 6 Paris Sul, Paris Público: 5 652 Árbitros: Schulze, Tönnies |

| 4 de agosto de 2024 11:00 | Egito               | 34–27     | Argentina | Arena 6 Paris Sul, Paris Público: 5 808 Árbitros: Bíró, Kiss |
| 4 de agosto de 2024 11:00 | S. El-Deraa, Zein 6 | (14–15)   | Pizarro 6 | Arena 6 Paris Sul, Paris Público: 5 808 Árbitros: Bíró, Kiss |
| 4 de agosto de 2024 11:00 | 4×                  | Relatório | 1×        | Arena 6 Paris Sul, Paris Público: 5 808 Árbitros: Bíró, Kiss |

| 4 de agosto de 2024 16:00 | Hungria | 20–24     | França   | Arena 6 Paris Sul, Paris Público: 5 685 Árbitros: Hansen, Madsen |
| 4 de agosto de 2024 16:00 | Imre 6  | (8–11)    | Prandi 7 | Arena 6 Paris Sul, Paris Público: 5 685 Árbitros: Hansen, Madsen |
| 4 de agosto de 2024 16:00 |         | Relatório | 2× 1×    | Arena 6 Paris Sul, Paris Público: 5 685 Árbitros: Hansen, Madsen |

| 4 de agosto de 2024 19:00 | Dinamarca | 32–25     | Noruega    | Arena 6 Paris Sul, Paris Público: 5 723 Árbitros: Nachevski, Nikolov |
| 4 de agosto de 2024 19:00 | Pytlick 9 | (17–12)   | Reinkind 6 | Arena 6 Paris Sul, Paris Público: 5 723 Árbitros: Nachevski, Nikolov |
| 4 de agosto de 2024 19:00 | 3× 2×     | Relatório | 4×         | Arena 6 Paris Sul, Paris Público: 5 723 Árbitros: Nachevski, Nikolov |

## Fase final

### Chaveamento
|  | Quartas de final | Quartas de final |              |    | Semifinal           | Semifinal           |  |  | Final | Final |
|  |                  |                  |              |    |                     |                     |  |  |       |       |
|  | 7 de agosto      |                  |              |    |                     |                     |  |  |       |       |
|  |                  |                  |              |    |                     |                     |  |  |       |       |
|  | Alemanha (pro)   | 35               |              |    |                     |                     |  |  |       |       |
|  | Alemanha (pro)   | 35               | 9 de agosto  |    |                     |                     |  |  |       |       |
|  | França           | 34               |              |    |                     |                     |  |  |       |       |
|  | França           | 34               | Alemanha     | 25 |                     |                     |  |  |       |       |
|  | 7 de agosto      |                  | Alemanha     | 25 |                     |                     |  |  |       |       |
|  |                  | Espanha          | 24           |    |                     |                     |  |  |       |       |
|  | Espanha (pro)    | Espanha          | 24           | 29 |                     |                     |  |  |       |       |
|  | Espanha (pro)    |                  | 11 de agosto | 29 |                     |                     |  |  |       |       |
|  | Egito            | 28               |              |    |                     |                     |  |  |       |       |
|  | Egito            | 28               | Alemanha     | 26 |                     |                     |  |  |       |       |
|  | 7 de agosto      |                  | Alemanha     | 26 |                     |                     |  |  |       |       |
|  |                  | Dinamarca        | 39           |    |                     |                     |  |  |       |       |
|  | Noruega          | Dinamarca        | 39           | 28 |                     |                     |  |  |       |       |
|  | Noruega          | 9 de agosto      |              | 28 |                     |                     |  |  |       |       |
|  | Eslovênia        | 33               |              |    |                     |                     |  |  |       |       |
|  | Eslovênia        | 33               | Eslovênia    | 30 |                     |                     |  |  |       |       |
|  | 7 de agosto      |                  | Eslovênia    | 30 |                     |                     |  |  |       |       |
|  |                  | Dinamarca        | 31           |    | Disputa pelo bronze | Disputa pelo bronze |  |  |       |       |
|  | Dinamarca        | Dinamarca        | 31           | 32 | Disputa pelo bronze | Disputa pelo bronze |  |  |       |       |
|  | Dinamarca        |                  | 11 de agosto | 32 |                     |                     |  |  |       |       |
|  | Suécia           | 31               |              |    |                     |                     |  |  |       |       |
|  | Suécia           | 31               | Espanha      | 23 |                     |                     |  |  |       |       |
|  |                  |                  |              |    |                     |                     |  |  |       |       |
|  | Eslovênia        | 22               |              |    |                     |                     |  |  |       |       |
|  | Eslovênia        | 22               |              |    |                     |                     |  |  |       |       |

### Quartas de final
| 7 de agosto de 2024 09:30 | Espanha            | 29–28 (Pro) | Egito         | Stade Pierre-Mauroy, Lille Público: 25 697 Árbitros: Horáček, Novotný |
| 7 de agosto de 2024 09:30 | Gómez 9            | (8–12)      | Y. El-Deraa 8 | Stade Pierre-Mauroy, Lille Público: 25 697 Árbitros: Horáček, Novotný |
| 7 de agosto de 2024 09:30 | 2×                 | Relatório   | 5×            | Stade Pierre-Mauroy, Lille Público: 25 697 Árbitros: Horáček, Novotný |
| 7 de agosto de 2024 09:30 | 2T: 25–25 Pro: 4–3 |             |               | Stade Pierre-Mauroy, Lille Público: 25 697 Árbitros: Horáček, Novotný |

| 7 de agosto de 2024 13:30 | Alemanha           | 35–34 (Pro) | França | Stade Pierre-Mauroy, Lille Público: 27 014 Árbitros: Hansen, Madsen |
| 7 de agosto de 2024 13:30 | Uščins 14          | (14–17)     | Mem 10 | Stade Pierre-Mauroy, Lille Público: 27 014 Árbitros: Hansen, Madsen |
| 7 de agosto de 2024 13:30 | 3×                 | Relatório   | 6× 1×  | Stade Pierre-Mauroy, Lille Público: 27 014 Árbitros: Hansen, Madsen |
| 7 de agosto de 2024 13:30 | 2T: 29–29 Pro: 6–5 |             |        | Stade Pierre-Mauroy, Lille Público: 27 014 Árbitros: Hansen, Madsen |

| 7 de agosto de 2024 17:30 | Dinamarca | 32–31     | Suécia  | Stade Pierre-Mauroy, Lille Público: 26 449 Árbitros: C. Bonaventura, J. Bonaventura |
| 7 de agosto de 2024 17:30 | Pytlick 9 | (16–16)   | Claar 7 | Stade Pierre-Mauroy, Lille Público: 26 449 Árbitros: C. Bonaventura, J. Bonaventura |
| 7 de agosto de 2024 17:30 | 3× 2×     | Relatório | 4× 1×   | Stade Pierre-Mauroy, Lille Público: 26 449 Árbitros: C. Bonaventura, J. Bonaventura |

| 7 de agosto de 2024 21:30 | Noruega | 28–33     | Eslovênia | Stade Pierre-Mauroy, Lille Público: 26 406 Árbitros: García, Marín |
| 7 de agosto de 2024 21:30 | Blonz 7 | (12–16)   | Vlah 11   | Stade Pierre-Mauroy, Lille Público: 26 406 Árbitros: García, Marín |
| 7 de agosto de 2024 21:30 | 4×      | Relatório | 1×        | Stade Pierre-Mauroy, Lille Público: 26 406 Árbitros: García, Marín |

### Semifinais
| 9 de agosto de 2024 16:30 | Alemanha | 25–24     | Espanha     | Stade Pierre-Mauroy, Lille Público: 22 745 Árbitros: Nachevski, Nikolov |
| 9 de agosto de 2024 16:30 | Uščins 6 | (12–12)   | Fernández 5 | Stade Pierre-Mauroy, Lille Público: 22 745 Árbitros: Nachevski, Nikolov |
| 9 de agosto de 2024 16:30 | 1×       | Relatório | 1×          | Stade Pierre-Mauroy, Lille Público: 22 745 Árbitros: Nachevski, Nikolov |

| 9 de agosto de 2024 21:30 | Eslovênia      | 30–31     | Dinamarca   | Stade Pierre-Mauroy, Lille Público: 22 329 Árbitros: Horáček, Novotný |
| 9 de agosto de 2024 21:30 | Bombač, Vlah 7 | (10–15)   | M. Landin 6 | Stade Pierre-Mauroy, Lille Público: 22 329 Árbitros: Horáček, Novotný |
| 9 de agosto de 2024 21:30 | 3×             | Relatório | 1×          | Stade Pierre-Mauroy, Lille Público: 22 329 Árbitros: Horáček, Novotný |

### Disputa pelo bronze
| 11 de agosto de 2024 09:00 | Espanha | 23–22     | Eslovênia | Stade Pierre-Mauroy, Lille Público: 17 242 Árbitros: Hansen, Madsen |
| 11 de agosto de 2024 09:00 | Gómez 5 | (12–12)   | Dolenec 6 | Stade Pierre-Mauroy, Lille Público: 17 242 Árbitros: Hansen, Madsen |
| 11 de agosto de 2024 09:00 | 2×      | Relatório | 3×        | Stade Pierre-Mauroy, Lille Público: 17 242 Árbitros: Hansen, Madsen |

### Final
| 11 de agosto de 2024 13:30 | Alemanha | 26–39     | Dinamarca | Stade Pierre-Mauroy, Lille Público: 27 328 Árbitros: Lah, Sok |
| 11 de agosto de 2024 13:30 | Knorr 6  | (12–21)   | Gidsel 11 | Stade Pierre-Mauroy, Lille Público: 27 328 Árbitros: Lah, Sok |
| 11 de agosto de 2024 13:30 | 1×       | Relatório | 1×        | Stade Pierre-Mauroy, Lille Público: 27 328 Árbitros: Lah, Sok |

## Classificação final
| Pos.              | Seleção   |
| ----------------- | --------- |
| Medalha de ouro   | Dinamarca |
| Medalha de prata  | Alemanha  |
| Medalha de bronze | Espanha   |
| 4                 | Eslovênia |
| 5                 | Egito     |
| 6                 | Noruega   |
| 7                 | Suécia    |
| 8                 | França    |
| 9                 | Croácia   |
| 10                | Hungria   |
| 11                | Japão     |
| 12                | Argentina |

## Seleção do torneio
O time de estrelas foi anunciado após a final em 11 de agosto de 2024.
| Posição          | Jogador                |
| ---------------- | ---------------------- |
| Goleiro          | Niklas Landin Jacobsen |
| Ponta esquerdo   | Blaž Janc              |
| Armador esquerdo | Renārs Uščins          |
| Armador central  | Juri Knorr             |
| Armador direito  | Simon Pytlick          |
| Ponta direito    | Daniel Fernández       |
| Pivô             | Lukas Jørgensen        |
| MVP              | Mathias Gidsel         |

## Estatísticas

### Maiores pontuadores
| Pos. | Jogador        | Gols | Chutes | %  |
| ---- | -------------- | ---- | ------ | -- |
| 1    | Mathias Gidsel | 62   | 83     | 75 |
| 2    | Aleks Vlah     | 56   | 87     | 64 |
| 3    | Simon Pytlick  | 54   | 79     | 68 |
| 4    | Renārs Uščins  | 52   | 76     | 68 |
| 5    | Aleix Gómez    | 48   | 61     | 79 |
| 6    | Blaž Janc      | 43   | 58     | 74 |
| 7    | Johannes Golla | 37   | 47     | 79 |
| 7    | Dika Mem       | 37   | 60     | 62 |
| 9    | Hugo Descat    | 34   | 45     | 76 |
| 10   | Juri Knorr     | 33   | 52     | 63 |

Fonte: Olympics.com

### Melhores goleiros
| Pos. | Jogador                 | %  | Defesas | Chutes |
| ---- | ----------------------- | -- | ------- | ------ |
| 1    | Roland Mikler           | 40 | 23      | 58     |
| 2    | Vincent Gérard          | 35 | 68      | 192    |
| 3    | Tobias Thulin           | 34 | 35      | 102    |
| 4    | Dominik Kuzmanović      | 33 | 56      | 171    |
| 4    | Gonzalo Pérez de Vargas | 33 | 82      | 251    |
| 6    | Mohamed Aly             | 32 | 46      | 142    |
| 6    | Rodrigo Corrales        | 32 | 24      | 74     |
| 6    | Klemen Ferlin           | 32 | 56      | 177    |
| 9    | Emil Nielsen            | 31 | 48      | 157    |
| 9    | Kristóf Palasics        | 31 | 33      | 107    |
| 9    | Andreas Palicka         | 31 | 46      | 147    |
| 9    | David Späth             | 31 | 40      | 131    |
| 9    | Andreas Wolff           | 31 | 66      | 210    |

Fonte: Olympics.com